# Худо Андрій Володимирович
Худо Андрій Володимирович (9 серпня 1978, Львів) — український підприємець, ресторатор, співвласник та співзасновник Холдингу емоцій «!FEST». Займається питаннями інвестицій та стратегічного розвитку. Голова Наглядової Ради Холдингу емоцій !FEST
Член дорадчої ради Львівської Бізнес-школи УКУ.
Учасник ініціативної групи Lviv Creative City, яка працює над новою візією розвитку Львова.

## Освіта
1995—2000 Навчався в Львівському національному університеті ім. І. Франка. Кафедра фінансів, грошового обігу та кредиту економічного факультету.
2003—2006 Українська академія державного управління при Президентові України. MPA (Магістр державного управління).
2005—2006 навчався в Києво-Могилянській Бізнес-школі. Має ступінь MBA.

## Біографія
2004—2009 — директор з інвестицій Універсальної інвестиційної групи (Львів).
2004—2006 — голова Наглядової ради ВАТ «Концерн Хлібпром».
2008—2009 року — член Наглядової ради ВАТ «Концерн Галнафтогаз».
У 2007 році Андрій з партнерами Юрком Назаруком та Дмитром Герасімовим створили компанію, яка відкрила ресторан «Криївка» та Відкриту кав'ярню «Біля Діани на Ринку». Тепер Холдинг емоцій «!FEST».. Він є власником ресторанів «Криївка», «П'яна вишня», «Львівські пляцки», «Дзиґа» та ряду інших.
На думку організаторів TEDxKyiv, де Андрій Худо був одним із запрошених спікерів, він є одним з кращих інвестиційних менеджерів України, який реалізовував багато проектів залучення іноземних інвестицій, має великий досвід у цьому та контакти по цілому світу.
Одружений, має двох дітей..